# Mil Mi-34
Die Mil Mi-34 (russisch Миль Ми-34, NATO-Codename Hermit.) ist ein leichter Hubschrauber mit Kolbenmotor-Antrieb. Der Mi-34 wurde 1987 auf der Luftfahrtschau in Paris vorgestellt und war angeblich als erster Hubschrauber der Sowjetunion in der Lage, zu rollen und Loopings zu fliegen.

## Entwicklung
Die Entwurfsarbeiten begannen 1980, ursprünglich, um den Mi-2 bei der Pilotenschulung abzulösen. Der erste Prototyp absolvierte seinen Erstflug mit Boris Sawinow am 17. November 1986.
1987 war ein Prototyp an der Luftfahrtschau in Paris und 1988 wurde einer in den USA vorgestellt. Mil hoffte, 1000 Stück zu verkaufen. Am 27. Februar 1989 verunglückte der Prototyp. Das führte zu einer Umkonstruktion und der Serienausführung Mi-34S.

## Varianten
Die Polizei von Moskau erhielt die Variante Mi-34P. Einige Mi-34S kamen in Nigeria zum Einsatz, litten aber unter Getriebeschäden. 6 der nigerianischen Helis gingen privat nach Neuseeland. Eine Maschine wurde ins Luftfahrtregister eingetragen. Diese ZK-HUN flog mindestens im 2020.
Die Variante Mil Mi-34W oder Mil Mi-34WAS wäre von zwei Kreiskolbenmotoren WAS-430 je 220 PS (162 kW) angetrieben worden.
Die Mi-34S2 Sapsan (Wanderfalke), angetrieben von einer Turboméca Arrius 2F, war eine weitere geplante Variante.

## Technische Daten
| Kenngröße                            | Mi-34                                         |
| ------------------------------------ | --------------------------------------------- |
| Länge                                | 8,71 m                                        |
| Rotordurchmesser                     | 10,00 m                                       |
| Antrieb                              | ein 9-Zylinder-Sternmotor Wedenejew M-14W-126 |
| Leistung                             | 239 kW (325 WPS)                              |
| Reisegeschwindigkeit                 | 160 km/h                                      |
| Höchstgeschwindigkeit                | 210 km/h                                      |
| Einsatzreichweite mit 90 kg Nutzlast | 450 km                                        |
| max. Startmasse                      | 1350 kg                                       |
| Gipfelhöhe                           | 4500 m                                        |